# 冒顿
冒頓（？—前174年），挛鞮氏，于公元前209年（秦二世元年），發動兵變，杀父头曼而自立。冒顿认为领土乃国家之根本，随后便开始了他的扩张，亦为匈奴帝国打下基础，并设置一些基本的军事、内政的官僚机构。
「冒頓」，粤拼：，中古擬音：mok tuot，切，由此反推，其名字的發音在上古漢語中，有可能類似於*baγtur。*baγtur和在後世中亞語言中意為「英雄」的字眼baγatur可能有關。此字第詞源不詳，但其第一部分，很有可能源自伊朗語支中意為「神」或「主子」的字眼*baγ，也見於後世許多中亞人士的頭銜當中。Clauson則聲稱此字是匈奴語的固有單詞。

## 出生至即位
冒頓原為其父頭曼之太子，後頭曼欲廢冒頓，立其繼室閼氏之子為儲君，遂將冒頓送到月氏去充當人質後，頭曼就攻打月氏。月氏國打算殺掉冒頓的時候，冒頓偷得月氏的良馬才僥倖逃回匈奴本部。
頭曼看到長子冒頓逃脱，認為冒頓很勇敢，就讓他統領一萬名騎兵。冒頓就此私下訓練軍隊，並以響箭約束部下，當他的響箭射向何處，部隊即射向何處，不從者斬。冒頓打獵鳥獸，發現有士兵不隨響箭齊射，立刻就地正法。不久之後，他以響箭射殺自己的一匹千里馬，不從者又被斬殺。後來冒頓又以響箭射了自己的一名愛妾，不從者又被斬殺。冒頓有一天以響箭射了父親的愛馬，至此，士兵已經不敢不聽冒頓命令了。於是一次與頭曼外出打獵，冒頓即將響箭射向頭曼，部隊弓箭齊發，射死頭曼，冒頓又立刻殺死後母、幼弟及不服他的大臣，奪取了單于之位。

## 稱霸草原
冒顿即位之后，整顿内部组织，封设左右屠耆王（贤王）、谷蠡王、大将、大都尉、大当户、骨都侯等二十四长。立课敛，制刑法，势力日盛。强大的邻族东胡想试试他的能耐，东胡决计先礼后兵，派使者来向冒顿索要千里马一匹。冒顿的大臣认为千里马是匈奴的宝贝，不能送给他人，但是冒顿却同意了。东胡得寸进尺，认为冒顿是惧怕东胡的威势，再次向冒顿索要他的一名阏氏，冒顿的大臣认为单于的愛妾，不能赠送他人，但是冒顿又同意了。东胡日益轻慢骄纵，第三次向冒顿索要一块一千里地的无人地带，冒顿问计於群臣，部分大臣有了上两次的教训和经验，便同意将土地赠送给东胡，但是冒顿却否决了，大怒说道：“土地乃国之根本，怎么能随随便便送人！”下令斩杀同意的大臣，肅清內部，做好思想統一工作之後，他便跨上战马，出征东胡。东胡因為一直毫无戒备，兵临城下才知道为时已晚，于是东胡自此被灭亡，民众、牲畜和其他物产全部被掳走。冒顿乘胜发兵，向西驱逐走月氏，夺取楼兰、乌孙、呼揭及其旁二十六国地，向北征服丁零、浑庾、屈射、鬲昆、薪犁，向南吞并楼烦、白羊等部落，又收复了被秦国蒙恬夺取的匈奴领地——河南地（今内蒙古河套一带），占领了汉朝北部的部分地区，经过一系列的大征伐，北方各族无不臣服匈奴，至此，冒顿雄踞大漠南北，拥兵数十万，直接威胁中原。统一了现在的蒙古草原，建立了强大的匈奴帝国。匈奴帝国疆域十分广阔，疆域最东达到辽河流域，最西到达葱岭（现帕米尔高原），南达秦长城，北抵贝加尔湖一带。这也是匈奴帝国史上最强大的时期。

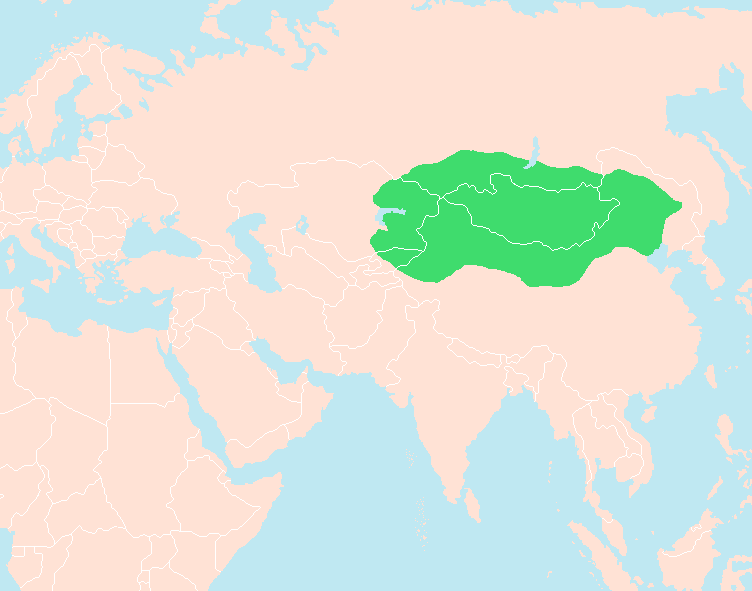
匈奴帝国图

## 汉高祖白登之围
冒顿统一草原之后，随即出兵征伐汉朝。当时汉朝刚刚统一，刘邦将韩王信迁徙到北方，加强边防。汉高帝六年（前201年），韩王信的军队经受不住冒顿骑兵的轮番攻击，投降了匈奴成員叛軍。冒顿得到韩王信的军队，便继续南下，围攻太原，劉邦則因為此事御駕親征親自領兵前去迎擊匈奴，時逢冬季大寒，雨雪交加，「卒之墮指者十二三」，於是冒頓假裝失敗逃跑，引誘漢軍。冒顿派左贤王、右贤王各带一万多骑兵与王黄等屯兵广武（山西省代县西南阳明堡镇）以南至晋阳一带，假意阻挡汉军北进，不敵而退，汉军乘胜追击，在晋阳擊退韩王信與匈奴的联军，乘胜追至离石（今山西省吕梁市离石区），再次击退韩匈联军。冒顿在楼烦西北集结兵力，被汉骑兵部队击退，由于汉军节节胜利，刘邦到达晋阳，听说匈奴驻兵于代谷（今山西省繁峙至原平一代），派十多名使節出使匈奴，冒頓故意将精锐部队隐藏，将老弱病殘列于阵前。十幾批使臣回来，都说匈奴殘弱，可以攻击，刘邦到达平城（今山西省大同市以北）時，漢軍的大軍還未到全，于是命令周勃攻打东南的楼烦三座城池后再与主力会合，作为后援。冒頓指揮他的四十萬精銳騎兵，在白登山把劉邦包圍起來。七天之內，漢軍內外不能相互救助軍糧。匈奴的騎兵，在西方的全是白馬，在東方的全是青馬，在北方的全是黑馬，在南方的全是赤色馬，企圖將漢軍衝散。在陳平的建議下，劉邦派使者秘密地送給冒頓寵愛的妃子閼氏很多禮物，閼氏就對冒頓說：「兩方的君王不能相互圍困。如果得到漢朝的土地，單于終究是不能在那裡居住的。而且漢王也有神的幫助，希望單于認真考慮這件事。」冒頓與韓王信的將軍王黃和趙利約定了會師的日期，但王黃與趙利的軍隊沒按時到來，冒頓疑心他們同漢軍有預謀，就解除了包圍圈的一角。於是劉邦命令戰士都拉滿弓，箭上弦，面朝外，從冒頓解圍的那個通道一直衝出來，最後同漢朝大軍會合。冒顿于是领兵而去，而高帝也率兵归来，派刘敬到匈奴缔结和亲的盟约。嫁公主，赠财物，开关市，与单于约为兄弟。根据《史記.夏侯婴传》，汉军解围后，与匈奴还有战斗追擊冒頓“复以太仆从击胡骑句注北，大破之。以太仆击胡骑平城南，三陷陈，功为多，”

## 求婚吕后
冒顿在刘邦死后继续骚扰汉匈边境代郡、雁门郡、云中郡等地。刘邦死后，甚至写國書給吕后说：“我是孤独寂寞的君主，生在沼泽，长在牧養牛馬的草原，我多次到边境来，希望能到中原游览一番。陛下独立为君，也是孤独寂寞，一个人居住，我们两个寡居的君主都很不快乐，无以自娱，还不如我们兩人互相交換，用自己有的東西，來交換自己沒有的東西。”言辭露骨，等於對吕后性愛邀約，呂后读信之後大怒，认为自己受到了极大的挑衅和侮辱，准备杀掉匈奴使者，发兵征讨匈奴。这时候季布劝阻作罢，称匈奴這種蠻夷就如同禽兽，不值得为他的话动怒，應該冷靜，不該發兵。吕后冷静地讓張澤给冒顿回了一封信：“单于没有忘记敝国，还赐给我们书信，我们诚惶诚恐，我反思自己年老气衰，头发、牙齿都已脱落，走路也不稳，不值得单于为我屈尊玷污自己，敝国没有什么罪过，希望单于宽免了这个要求罢。”然后继续送给冒顿车、马等贡品。冒顿阅读完信后，回赠礼物，正式答应和亲。吕后死后，冒顿继续多次出兵骚扰汉朝。汉文帝初年，他缓和与汉关系，互遣使臣书，复修和亲。但在汉文帝前元三年（前177年）时，他曾派右贤王袭扰汉朝的边境，但被灌婴率领骑兵打退。

## 去世
公元前174年，冒顿去世，子稽粥继承为单于，号老上单于。

## 影視形象
- 2011年电视剧《大秦直道》：任天野饰冒顿。
- 2011年电视剧《大风歌》：涂們饰冒顿。
- 2013年电影《冒顿》：王夫力饰冒顿。

## 评价
娄敬：冒顿杀父代立，妻群母，以力为威，未可以仁义说也。
桑維翰：且以汉祖英雄，犹输货于冒顿；神尧武略，尚称臣于可汗。
苏洵：古者匈奴之强，不过冒顿，当暴秦刻剥，刘、项战夺之后，中国溘然矣。
叶适：以汉髙灭秦、项之威，而匈奴项领，受围平城。光武百战百克，遂定海内，而卢芳连胡扰边，终其身不能屈。
谈迁：冒顿虽强，终以阏氏解白登之围。
蔡东藩：冒顿之谋狡矣哉！怀恨乃父，作鸣镝以令大众，射善马，射爱妻，旋即射父。忍心害理，不顾骨肉，此乃由沙漠之地，戾气所锺，故有是悖逆之臣子耳。至若计灭东胡，诱困汉祖，又若深谙兵法，为孙吴之流亚。彼固目不知书，胡为而狡谋迭出也？高祖之被困白登，失之于骄，若非陈平之多谋，几致陷没。骄兵必败，理有固然。然冒顿能出奇制胜，而卒不免为妇人女子所愚，百炼钢化作绕指柔，甚矣，妇口之可畏也！